# Ki Sung-yueng
Ki Sung-yueng, född 24 januari 1989 i Gwangju i Sydkorea, är en sydkoreansk fotbollsspelare som spelar för FC Seoul och Sydkoreas landslag.

## Karriär
Den 29 juni 2018 värvades Ki Sung-yueng av Newcastle United, där han skrev på ett tvåårskontrakt. Den 31 januari 2020 kom Newcastle och Ki överens om att bryta kontraktet.
Den 25 februari 2020 värvades Ki av spanska Mallorca, där han skrev på ett kontrakt över resten av säsongen 2019/2020.

## Meriter
- Engelska Ligacupen – 2012/2013